# Новокисловодский
Новокислово́дский — посёлок в Ставропольском крае России. Входит в городской округ город-курорт Кисловодск.

## География
Расстояние до краевого центра: 142 км.

## История
На 1 марта 1966 года посёлок Центральная усадьба совхоза «Южный» входил в состав территории Зеленогорского сельсовета Предгорного района (с центром в посёлке Зеленогорский):24.
Указом Президиума Верховного Совета РСФСР от 9 февраля 1972 года посёлок центральной усадьбы совхоза «Южный» Предгорного района Ставропольского края переименован в посёлок Новокисловодский.
На 1 января 1983 года Новокисловодский входил в состав территории Аликоновского сельсовета (с центром в посёлке Аликоновка), подчинённого Кисловодскому горсовету:30.

## Население
| 1989 | 2002 | 2010 | 2014 | 2020 |
| ---- | ---- | ---- | ---- | ---- |
| 371  | ↘324 | ↗525 | ↘400 | ↗488 |

По данным переписи 2002 года в национальной структуре населения посёлка русские составляли 38 %, карачаевцы — 49 %.

## Образование
Школьники посёлка обучаются средней школе № 10 города Кисловодска.

## Связь
Из-за сложного рельефа местности населённый пункт находится вне зоны покрытия цифровым телевизионным вещанием.

## Инфраструктура
- Совхоз «Южный» (бывший совхоз № 1). Упоминается в 1946-1982 годах[12].